# Kate Fabian
Kate Fabian (født 6. oktober 1870, København, død 7. april 1929) var en dansk skuespiller.

## Filmografi
- Fuld af fiduser (1956, antologi)
- Kraft og Skønhed (1928)
- Vester-Vov-Vov (1927)
- Tordenstenene (1927)
- Klovnen (1926)
- Grønkøbings glade Gavtyve (1925)
- Den store Magt (1925)
- Kan Kvinder fejle? (1924)
- Lille Dorrit (1924)
- Blandt Byens Børn (1923)
- Heksen (1922)
- Kærlighed og Fuglekvidder (1921)
- Amatørdetektiven (1921)
- Den kære Husfred (1921)
- Det levende Hittegods (1920)
- Den lille Don Juan (1920)
- Hun fik ham ikke (1920)
- Stodderprinsessen (1920)
- Væddeløberen (1920)
- Lotterisedlen (1919)
- En forfløjen Ægtemand (1919)
- Godsejeren (1919)
- Skørtejægeren (1919)
- Hendes Mands Forlovede (1919)
- Solskinsbørnene (1919)
- Da Tøffelhelten generalstrejkede (1918)
- Hans lille Dengse (1918)
- Bunkebryllup (1918)
- Ægtemand for en Time (1918)
- Kærlighedsspekulanten (1918)
- Hvis er Barnet? (1918)
- Han er løbet med min Kone (1918)
- Ned med Kærligheden (1918)
- Straalemesteren (1918)
- Hjertebetvingeren (1918)
- Kærlighed og Pædagogik (1918)
- En tro og villig Pige (1917)
- En uheldig Debut (1917)
- Den glemsomme Professor (1917)
- Min Svigerinde fra Amerika (1917)
- Gentleman for en Time (1917)
- Je' sku' tale me' Jør'nsen (1917)
- Et fremmeligt Barn (1917)
- Stri paa Skovtur med sin Ægtehalvdel (1916)
- Den værdifulde Husassistent (1916)
- Don Juans Overmand (1916)
- Den ædle Skrædder (1916)
- En landlig Uskyldighed (1916)
- Alle Kneb gælder (1915)
- Den tapre Svigermoder (1915)
- Naboerne (1912)
- Gud raader (1912)
- Pigernes Jenser (1912)
- Et pokkers Pigebarn (1912)
- Københavnerliv (1911)
- Manicuredamen med det store Hjærte (1911)
- Fra det mørke København (1910)
- Faldgruben (1909)
- Apachepigens Hævn (1909)